# 朗廷酒店投資
朗廷酒店投資（港交所：1270）是由鷹君集團分拆的商業信託，計劃於2013年5月30日上市。朗廷酒店投資在香港擁有三間酒店，包括香港朗廷酒店、朗豪酒店及逸東酒店，酒店的營運及管理則由朗廷酒店集團負責。
朗廷酒店投資主要的收入來源是自向鷹君集團收取的租金及攤分每年酒店營運收入。朗廷酒店投資在2013年5月進行公開招股，計劃發售8.52億合訂單位，招股價介乎每單位4.65至5.36港元。

## 外部連結
- 朗廷酒店投資網站 （页面存档备份，存于）